# Peoples Football Stadium
El Peoples Football Stadium es un estadio de Fútbol ubicado en la localidad de Lyari en Karachi, Pakistán con capacidad para 40 000 espectadores y que es propiedad de la Karachi Metropolitan Corporation.

## Historia
El estadio fue construido en 1988 pero fue inaugurado hasta el 9 de diciembre de 1995. En 1999 se instalaron torres de iluminación por injerencia de la entonces primer ministro Benazir Bhutto importados desde Francia con un costo de PKR 30.7 millones. Es la sede de Pakistán desde 1995 luego de mudarse del Railway Stadium en Lahore.